# Akobo
Akobo je město v Jižním Súdánu.

## Poloha
Akobo se nachází ve státě Jonglei, v severovýchodní části Jižního Súdánu, blízko hranic s Etiopií. Je vzdáleno asi 450 km po silnici od hlavního města Džuby. Městem protékají dvě řeky – Pibor a Akobo.

## Historie
Akobo bylo dějištěm masakru v srpnu roku 2009, při němž zemřelo 185 žen a dětí.

## Obyvatelstvo
V červenci 2011 byl počet obyvatel přibližně 1 000.

## Doprava
Z města Akobo vedou dvě severozápadní cesty, a to do Fadobi a Waatu. Ostatní cesty vedou do Tong Tong a Piboru. V Akobu je také letiště.